# Griezelvallei

Bukimi no Tani Genshō, oftewel: de griezelvallei

De griezelvallei (uncanny valley) is een denkbeeld dat gebruikt wordt om te visualiseren dat er op een bepaald punt een afkeer ontstaat voor een humanoïde robot naarmate hij sterker op een echte mens lijkt.

## Etymologie
De term "uncanny valley" is uitgevonden door de Japanse roboticaprofessor Masahiro Mori als Bukimi no Tani Genshō (不気味の谷現象) in 1970. De theorie van Mori wordt in verband gebracht met het in 1906 door Ernst Jentsch ontwikkelde concept van het "griezelige" en zijn essay met de titel "Zur Psychologie des Unheimlichen", vrij vertaald als: "Over de psychologie van het griezelige". Jentsch' ideeën zijn verder uitgewerkt door Sigmund Freud in zijn in 1919 gepubliceerde essay met de titel "Het griezelige" ("Das Unheimliche").

### Etalagepoppen
Het thema griezelvallei komt ook aan bod in de aflevering The After Hours van de televisieserie The Twilight Zone (1960), waarin een vrouw de schrik van haar leven opdoet als ze zich 's nachts in een grootwarenhuis bekeken voelt door de alom tegenwoordige etalagepoppen. In de Nederlandse roman Aap in pak (2023) van Nicky Runge wordt de term gebruikt om de ongemakkelijkheid van de testpersonen uit te leggen wanneer zij met de popperige vrouwelijke robotklonen in contact komen.